# Zygophyllum gobicum
Zygophyllum gobicum là một loài thực vật có hoa trong họ Zygophyllaceae. Loài này được Maxim. miêu tả khoa học đầu tiên năm 1889.